# Фегелейн, Герман
Ганс Георг Отто Герман Фегелейн (также Фегеляйн; нем. Hans Georg Otto Hermann Fegelein; 30 октября 1906, Ансбах, Бавария — по разным данным 28 или 29 апреля 1945, Берлин) — немецкий военный деятель, группенфюрер и генерал-лейтенант войск СС (1944). Муж младшей сестры Евы Браун. Расстрелян в последние дни войны по приказу Адольфа Гитлера.

## Биография
С детства работал в школе верховой езды своего отца в Мюнхене и принимал участие в многочисленных соревнованиях по конному спорту как наездник. После закрытия школы из-за экономического кризиса 1920-х годов, который поразил Германию, познакомился с президентом городского совета Мюнхена Кристианом Вебером, одним из первых членов зарождающейся нацистской партии. Работал у него конюхом. Позже Вебер помог Фегелейну войти в нацистскую партию и СС.
В 1925 году поступил в Мюнхенский университет, но, отучившись два семестра, бросил его. В 1925—1926 годах служил в 17-м баварском кавалерийском полку. Состоял членом молодёжной организации добровольческого корпуса (фрайкора) «Росбах» (1926—27).
20 апреля 1927 года поступил на службу в баварское земельное управление полиции в Мюнхене, кандидат в офицеры. 16 августа 1929 года оставил службу в полиции после того, как был пойман на краже экзаменационных ответов в кабинете начальника полицейской школы. Официально было объявлено, что он ушёл в отставку по «семейным обстоятельствам».
Член НСДАП с 1 августа 1932 года (билет № 1 200 158) и СС с 15 мая 1933 года (удостоверение № 66 680).
С 15 мая 1933 по июль 1934 года — командир кавалерии и зондерфюрер группы СС «Юг» (позже оберабшнита СС «Юг»), затем до сентября 1934 года — командир 15-го кавалерийского штандарта СС (оберабшнит СС «Юг»). Кроме того, с мая 1934 по 31 октября 1936 года он являлся руководителем V кавалерийского абшнитта (оберабшнитт СС «Юг»). С 16 июня 1936 до сентября 1939 года — начальник главной школы верховой езды СС «Мюнхен».
Курировал подготовку трасс и сооружений для конных соревнований во время летних Олимпийских игр в Берлине 1936 года. Участвовал в процессе отбора немецкой конной команды, однако не смог одолеть сильную конкуренцию со стороны армейской кавалерийской школы в Ганновере, представители которой выиграли все золотые медали в конных состязаниях.
Участник Польской кампании вермахта 1939 года, был ранен.
С 15 сентября 1939 по 21 мая 1940 года — командир кавалерийского штандарта СС частей «Мёртвая голова». После реорганизации данного подразделения 21 мая 1940 года возглавил 1-й кавалерийский штандарт СС частей «Мёртвая голова», который 25 февраля 1941 года был переформирован в 1-й кавалерийский полк СС.
С началом немецкого вторжения в Советский Союз 22 июня 1941 года воевал на Восточном фронте.
С 2 августа 1941 по 1 мая 1942 года — командир кавалерийской бригады СС. С мая по декабрь 1942 года — инспектор кавалерии и транспортных частей в Главном оперативном управлении СС.
С 1 декабря 1942 по 20 апреля 1943 года — командир боевой группы (кампфгруппы) «Фегелейн», приданной Группе армий «B».
20 апреля 1943 года был назначен на должность командира кавалерийской дивизии СС, но приступил к исполнению обязанностей командира только через месяц.
С 14 мая по 13 сентября 1943 года — командир кавалерийской дивизии СС, а с 22 октября 1943 по 1 января 1944 года — 8-й кавалерийской дивизии СС «Флориан Гайер»).
С 1 января 1944 года — офицер связи рейхсфюрера СС Г. Гиммлера в ставке фюрера и одновременно начальник VI управления (кавалерия и транспорт) в Главном оперативном управлении СС.
20 июля 1944 года присутствовал на совещании в ставке фюрера «Вольфсшанце», когда на Гитлера было совершено неудачное покушение. Получил незначительную рану левого бедра от взрыва бомбы.

### Смерть
В последние дни Третьего рейха Фегелейн находился в Берлинском фюрербункере. Вечером 26 апреля 1945 года незаметно покинул рейхсканцелярию и уехал к себе домой в Шарлоттенбург. Обнаружив на следующий день его пропажу, Гитлер послал группу эсэсовцев во главе с Петером Хёглем разыскать Фегелейна. Хёгль нашёл его дома лежащим пьяным на кровати в гражданской одежде. Будучи разоблачённым, Фегелейн пытался уговорить Хёгеля лично и Еву Браун по телефону не выдавать его, но его попытки оказались безуспешны. Фегелейна доставили обратно в бункер под охраной вооружённых эсэсовцев. Он был лишён чинов и наград и взят под арест.
28 апреля около 22:00 из Стокгольма пришло известие о том, что Гиммлер зондировал возможность сепаратных переговоров с англичанами и американцами за спиной фюрера. Гитлер пришёл в ярость от того, что «верный Гиммлер» также покинул его в столь решающий час. Он приказал арестовать Гиммлера: «Предатель никогда не станет преемником фюрера!» Однако, лишённый возможности дотянуться до сбежавшего рейхсфюрера СС, Гитлер обратил весь свой гнев на находящегося в его руках Фегелейна. Он приказал привести Фегелейна из караульного помещения и стал на повышенных тонах расспрашивать его об измене Гиммлера. Фегелейн утверждал, что ничего не знал об этом, и заявлял, что собирался вернуться в бункер. Ева Браун, уже готовая к своей ритуальной смерти, вяло пыталась заступиться за Фегелейна. Чтобы спасти своего родственника, она предложила заменить казнь разжалованием до рядового и отправкой на фронт. Однако, по словам очевидцев, Гитлер отказал ей в резкой форме. Вскоре после этого, между 23:30 28 апреля и 0:30 ночи 29 апреля, по приказу Гитлера команда эсэсовцев расстреляла Фегелейна во дворе рейхсканцелярии.

## Семья
3 июня 1944 года Герман Фегелейн женился в Зальцбурге на Гретль Браун — сестре Евы Браун. В браке спустя неделю после расстрела отца родилась дочь — Ева Барбара, (5.05.1945 — 25.04.1971/самоубийство в 1971 году).
Брат — штандартенфюрер СС Вальдемар Фегелейн (09.01.1912, Ансбах — 20.11.2000, Обермайтинген), командир 2-го полка 8-й кавалерийской дивизии СС «Флориан Гейер» и командир 37-й дивизии СС «Лютцов». Воевал на фронте под началом старшего брата. 16 декабря 1943 года награждён Рыцарским крестом Железного креста.

## Карьера
- Унтерштурмфюрер СС — 12 июня 1933
- Оберштурмфюрер СС — 20 апреля 1934
- Гауптштурмфюрер СС — 9 ноября 1934
- Штурмбаннфюрер СС — 30 января 1936
- Оберштурмбаннфюрер СС — 30 января 1937
- Оберштурмбаннфюрер резерва СС — 1 марта 1940
- Штандартенфюрер СС — 25 июля 1937
- Штандартенфюрер войск СС — 1 февраля 1942
- Оберфюрер СС — 1 декабря 1942
- Бригадефюрер СС и генерал-майор войск СС — 1 мая 1943
- Группенфюрер СС и генерал-лейтенант войск СС — 21 июня 1944

## Награды
- Немецкий Олимпийский почётный знак (1936)
- Железный крест 2-го класса (15.12.1940)
- Железный крест 1-го класса (28.06.1941)
- Рыцарский крест Железного креста с Дубовыми Листьями и Мечами:
  - Рыцарский крест (2.03.1942)
  - Дубовые листья (22.12.1942)
  - Мечи (30.07.1944 г.) за легкое ранение, случайно полученное при покушении на Гитлера заговорщиками 20 июля
- Немецкий крест в золоте (1.11.1943)
- Крест «За военные заслуги» (Германия) 2-й степени с мечами (1.09.1942)
- Нагрудный знак «За ближний бой» в серебре (11.09.1943)
- Нагрудный знак «За участие в общих штурмовых атаках» в серебре
- Нагрудный штурмовой пехотный знак в серебре (2.10.41)
- Нагрудный знак «За ранение» в серебре
- Нагрудный знак «За ранение 20 июля 1944 г.» в серебре
- Медаль «За зимнюю кампанию на Востоке 1941/42» (1.09.1942)
- Медаль «В память 1 октября 1938 года» с планкой Пражский Град
- Медаль «В память 13 марта 1938 года»
- Медаль «За выслугу лет в CC»
- Медаль «За выслугу лет в НСДАП» 3-й степени
- Орден Короны Румынии с мечами (1942)[7]
- Медаль «За воинскую доблесть» (Италия) в серебре
- Спортивный знак СА в бронзе
- Немецкий знак кавалериста в золоте
- Почётная шпага Рейхсфюрера СС
- Кольцо «Мёртвая голова»